# Le Mesnil-Guillaume
Le Mesnil-Guillaume (lə mɛ.nil.ɡi.jomⓘ) es una población y comuna francesa, situada en la región de Baja Normandía, departamento de Calvados, en el distrito de Lisieux y cantón de Lisieux-1.

## Demografía
| 308 | 297 | 384 | 470 | 513 | 496 |
| Para los censos de 1962 a 1999 la población legal corresponde a la población sin duplicidades (Fuente: INSEE [Consultar]) |     |     |     |     |     |